# Odory z ferm norek

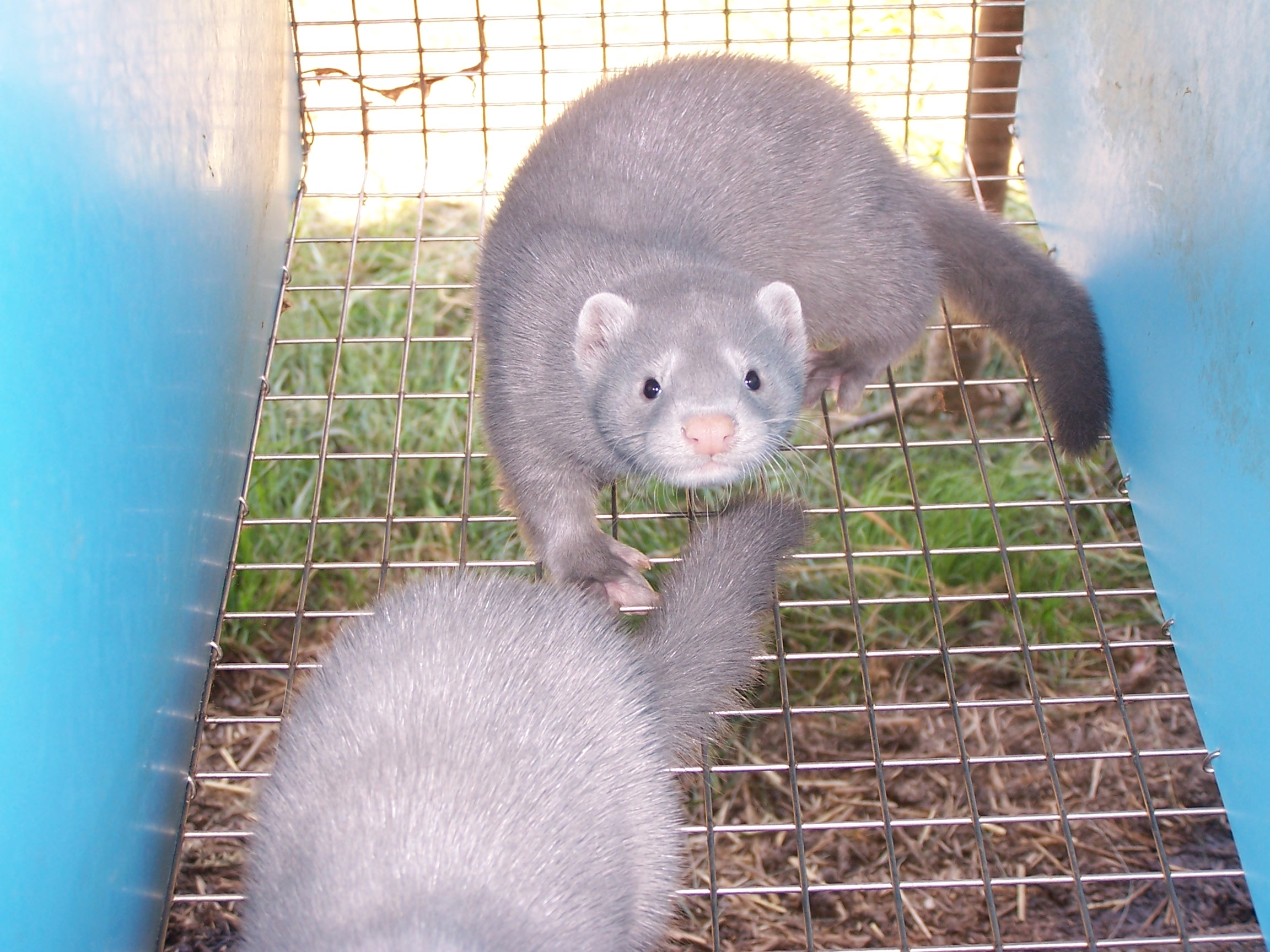
Hodowlana norka amerykańska – odmiana srebrzystoniebieska

Odory z ferm norek – pojęcie stosowane w odniesieniu do zapachowo uciążliwych zanieczyszczeń powietrza, emitowanych z obiektów, należących do ferm norek (gatunek hodowlany: norka amerykańska), traktowanych zgodnie z Prawem Ochrony Środowiska jako „instalacje”, dla których są opracowywane raporty o oddziaływaniu na środowisko. Dotyczy poszczególnych związków chemicznych, albo mieszanin wszystkich odorantów, których ilość jest określana łącznie, metodami olfaktometrycznymi.
Emisję zapachową (ilość emitowanych odorów) wyraża się w jednostkach zapachowych (ou) emitowanych w jednostce czasu. Jest ona równa w przybliżeniu iloczynowi liczby norek na fermie przez wskaźnik emisji. Średnia wartość wskaźnika, oszacowana dla konwencjonalnej fermy w warunkach polskich, wynosi ok. 0,4 ou/s•sztuka i jest podobna do wartości odorów z ferm drobiu.
Znana wartość wskaźnika emisji zapachowej umożliwia określanie zasięgu ponadnormatywnej uciążliwości zapachowej w otoczeniu ferm o różnej wielkości. Obliczenia są wykonywane metodami matematycznego modelowania procesu rozprzestrzeniania się odorantów.

## Emitowane zanieczyszczenia powietrza
Fermy chowu i hodowli, w tym fermy zwierząt futerkowych, należą do grupy instalacji, których zapachowa uciążliwość dla mieszkańców otoczenia jest największa. Poza fermami w tej grupie znajdują się np. składowiska odpadów komunalnych, kompostownie, oczyszczalnie ścieków i zakłady przetwarzające odpady (np. wytwórnie mączki rybnej i mięsno−kostnej, odzyskiwanie olejów, spalarnie). We wszystkich wymienionych obiektach odory powstają wskutek naturalnych procesów biodegradacji biomasy (roślinnej i zwierzęcej), np. rozkładu białek.
Gazy emitowane z ferm norek zawierają podobne wieloskładnikowe mieszaniny zanieczyszczeń powietrza (odorantów i związków bezwonnych), jak gazy z oczyszczalni ścieków. Emitowane są liczne, nieprzyjemnie pachnące zanieczyszczenia o niskich progach węchowej wyczuwalności, np. amoniak, siarkowodór, związki siarkoorganiczne, aminy, kwasy tłuszczowe. Zapach mieszanin jest nieprzewidywalny – badania zmierzające do opracowania modeli interakcji węchowych są mało zaawansowane.

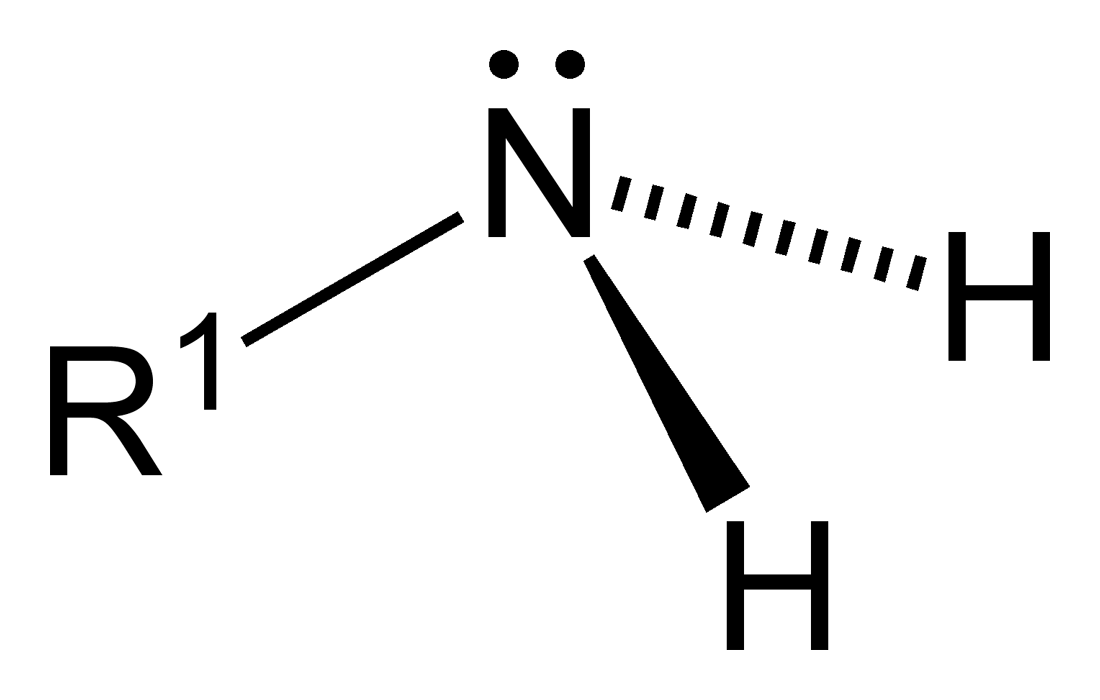
aminy I-rzędowe
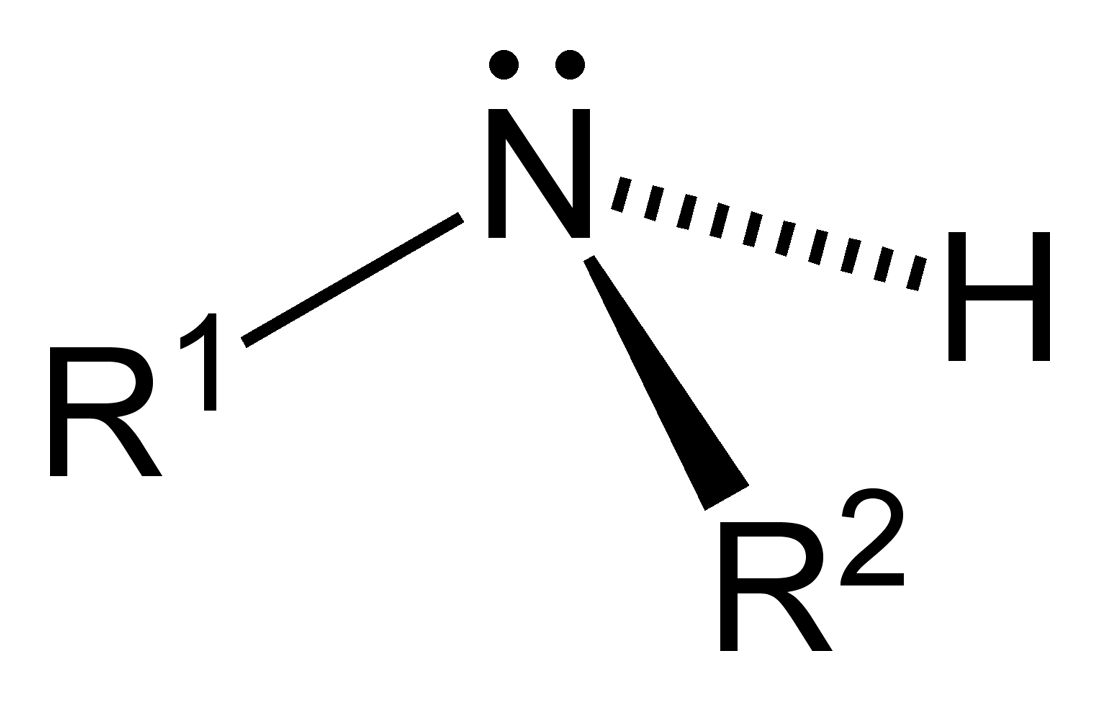
aminy II-rzędowe
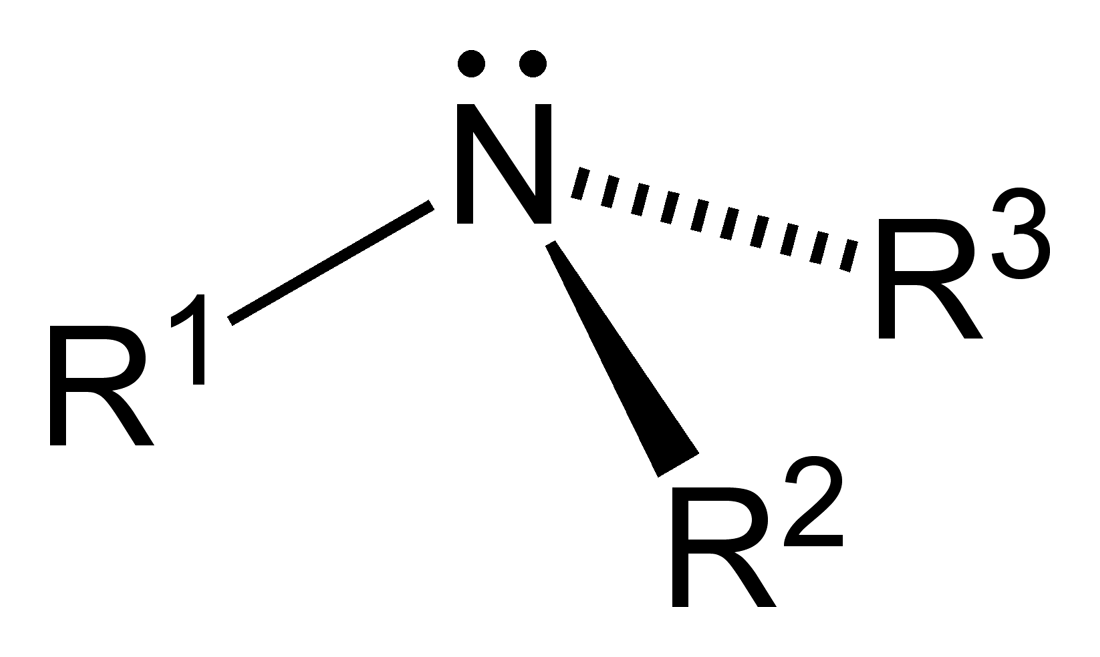
aminy III-rzędowe
disulfidy
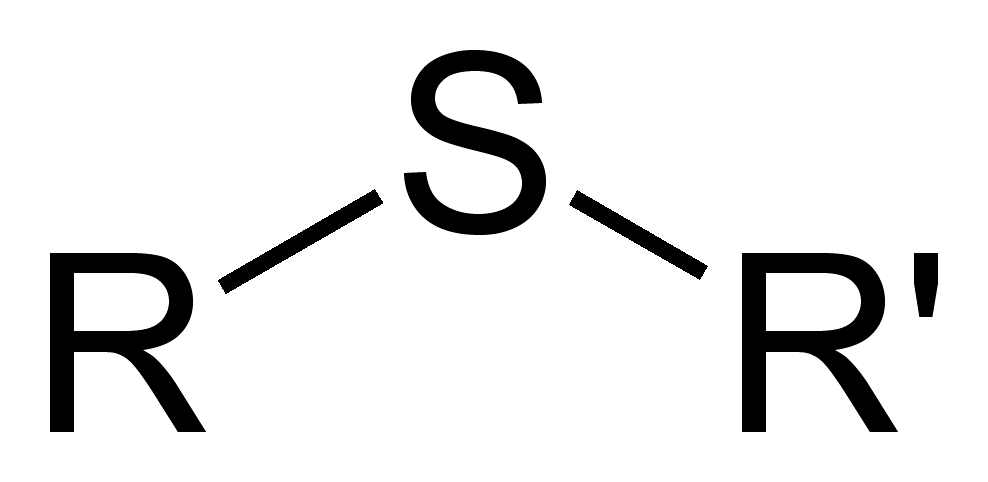
sulfidy
tiole

W czasie ocen oddziaływania ferm na środowisko brane są pod uwagę aspekty:
- pozytywne, wynikające z traktowania ferm jako naturalnych zakładów utylizacyjnych do rzeczywistej utylizacji (recyklingu) mięsnych i rybnych ubocznych produktów pochodzenia zwierzęcego (UPPZ), w przeciwieństwie do urządzeń konwencjonalnych, w których są one likwidowane (z częściowym odzyskiem energii)[9]
- negatywne, np. związane z emisją zanieczyszczeń z fermy do powietrza

W zakresie ochrony powietrza atmosferycznego największą wagę przywiązuje się do problemów związanych z emisją amoniaku, który przyczynia się do zakwaszenia środowiska w wyniku nitryfikacji i niekorzystnie działa na organizm człowieka. Obliczono, że holenderskie fermy norek były w roku 1988 źródłem emisji ok. 200 ton amoniaku, jednakże na przestrzeni lat postęp technologiczny w hodowli znacznie ograniczył emisje amoniaku.

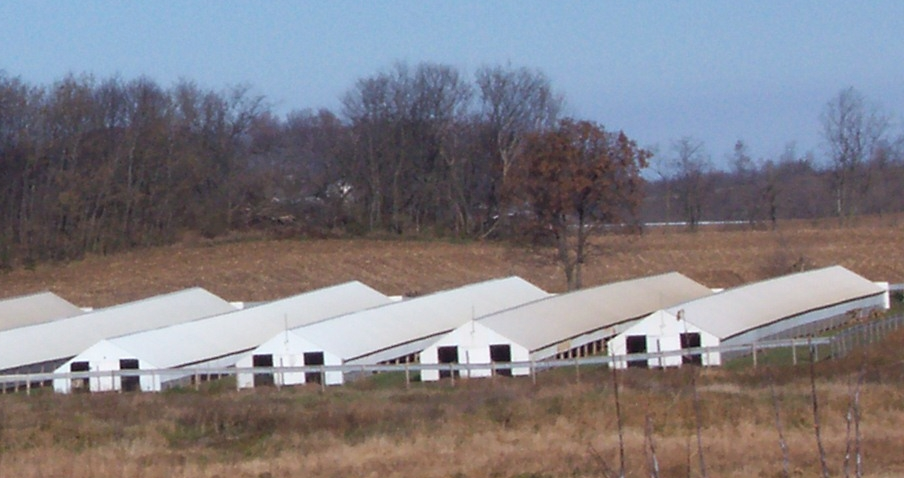
Ferma norek (Mustela vison) w okolicy St. Anna, Wisconsin, Stany Zjednoczone

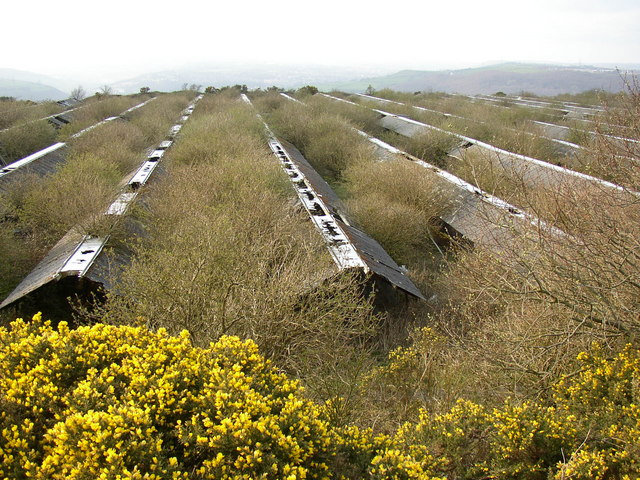
Opuszczona ferma norek w okolicy Elland (Anglia)

W Północnej Karolinie określono wartość wskaźnika emisji, równą 0,58 kg NH3/sztuka·rok (w warunkach polskich, ze względu na różnice w sposobie żywienia i chowu, mogą być inne).
Wartości wskaźników emisji amoniaku są wykorzystywane w czasie obliczeń, czy w powietrzu otoczenia nowej fermy nie będą przekraczane wartości stężenia, wskazane przez odpowiednie urzędy. W Polsce ustalono, że poziom 400 µg/m3 nie powinien być przekraczany częściej niż przez 0,2% czasu roku. Spełnienie tego standardu w określonym punkcie otoczenia fermy nie gwarantuje, że nie wystąpi tam uciążliwy zapach.

## Ogólna charakterystyka fermy jako źródła emisji
Norki są hodowane zwykle w drucianych klatkach, ustawianych szeregami pod zadaszeniem. Pod klatkami jest umieszczana ściółka (np. słoma), która jest okresowo wymieniana. Pawilony nie posiadają ścian bocznych. Poza pawilonami źródłem zanieczyszczeń powietrza, w tym odorantów, są m.in.:
- płyty obornikowe, kompostowniki obornika (pozyskiwanie nawozów) oraz zbiorniki, w których zachodzi fermentacja gnojówki, stosowanej następnie jako nawóz
- urządzenia do przygotowywania i transportu karmy (np. odpady poubojowe, rybne)
- urządzenia do załadunku i transportu nawozów oraz odpadów przeznaczonych do utylizacji[14]

Chów jest prowadzony w cyklach rocznych. Cykl obejmuje okresy:
- przygotowanie do rozrodu (listopad – marzec)
- rozrodu (marzec – maj)
- laktacji (maj – lipiec)
- odchowu młodzieży (lipiec – październik)
- ubój dla pozyskania skór (listopad)

Każdy z okresów charakteryzuje inne zapotrzebowanie na paszę. Zalecane są zmiany procentowego udziału białka, tłuszczu i węglowodanów.

## Wskaźnik emisji zapachowej
Ze względu na rozproszenie źródeł emisji odorantów na terenie ferm i ich niezorganizowany charakter nie jest możliwe pobieranie próbek emitowanych gazów i wykonywanie pomiarów olfaktometrycznych metodą dynamiczną (zgodnie z PN-EN 13725). Pomiary emisji utrudnia też jej zmienność z dnia na dzień i w skali roku. Z tych powodów są wykonywane pomiary długofalowe, obejmujące wszystkie okresy hodowli i różne sytuacje meteorologiczne (zmierzające do określenia średnich wartości wskaźnika emisji). Stosowane są pośrednie metody pomiarów, polegające na oznaczeniach stężenia zapachowego poza granicą fermy, po stronie zawietrznej (w różnych punktach „smugi zanieczyszczeń”).
Stężenie zapachowe w smudze zanieczyszczeń oznacza się metodą zespołowego skalowania intensywności zapachu lub z użyciem olfaktometrów terenowych Nasal Ranger.
Emisję zapachową – łączny strumień zapachowy z powierzchni fermy (qod [ou/s]) – wyznacza się metodą „odwróconego” modelowania rozprzestrzeniania się. Obliczenia polegają na iteracyjnym określaniu, jaka wielkość strumienia emitowanego ze źródła najlepiej odpowiada wartościom stężenia zapachowego, stwierdzanym w otoczeniu tego źródła. Obliczone wartości strumienia dzieli się przez liczbę norek na fermie, uzyskując wartości wskaźnika emisji. Wyznaczone wartości wskaźników emisji mieściły się w zakresie 0,09 – 1,2 ou/s·sztuka (wartość średnia: ok. 0,4 ou/s·sztuka).
Inną metodykę zastosowano w czasie wstępnych badań orientacyjnych. Wykonano serię pomiarów stężenia zapachowego wewnątrz jednego z kilkunastu pawilonów (okres odchowu młodzieży). Emisję pawilonu oszacowano korzystając dodatkowo z założeń dotyczących intensywności przewietrzania pawilonów. Do emisji z pawilonów dodano poprawkę 50% na udział ze źródeł poza pawilonami (szambo, składowisko zużytej ściółki, magazyn pasz). Uzyskano wartości wskaźników emisji mieszczące się w zakresie 0,083 – 0,209 ou/s·sztuka.

## Prognozowanie zasięgu uciążliwości zapachowej
Iloczyn wskaźnika emisji przez liczbę norek jest w przybliżeniu równy łącznej emisji zapachowej z obszaru fermy. Sporządzenie prognozy zapachowej uciążliwości tej fermy wymaga uwzględnienia statystyki sytuacji meteorologicznych (róży wiatrów), czyli informacji o prawdopodobieństwie występowania w danej okolicy różnych kierunków i prędkości wiatru oraz stanów równowagi atmosfery (decydujących o ruchu zanieczyszczonego powietrza w górę). Istotną rolę odgrywa też tzw. szorstkość aerodynamiczna podłoża, np. wysokość zabudowy, stopień zadrzewienia itp. Korzystając z dostępnych programów komputerowych oblicza się stężenie zapachowe w każdym punkcie otoczenia fermy w każdej sytuacji, a następnie prawdopodobieństwo występowania w każdym punkcie stężeń odpowiadających np. progowi wyczuwalności lub rozpoznawalności zapachu w skali sezonu lub roku. Wyniki obliczeń porównuje się ze standardami zapachowej jakości powietrza.